# ノタヌキモ
ノタヌキモ（Utricularia aurea）は、タヌキモ科タヌキモ属の植物。浮葉性の水草で、湖沼やため池に生育する。

## 分布
東アジア、インド、オーストラリアに分布。日本（本州の関東・中部以西、四国、九州に分布）では数が減少しており、絶滅危惧種に指定されている。

## 形態、生態
一年生、または多年生の水草。茎から3本の枝が伸びて葉をつけ、立体的に枝分かれする。茎は盛んに分枝し、茎の全長は1.5mにもなる。茎には捕虫嚢をもち、水中のミジンコなどを捕らえて栄養としている。
花期は7-10月、水面に突き出した花茎から淡黄色の花を3-11個つける。果実は4-5mmで、自家受粉によって種子を形成する。越冬芽はつけないが、亜熱帯などでは越冬して多年草となることもある。

## 利用
アクアリウムで利用されることがある。